# Julio Garmendia

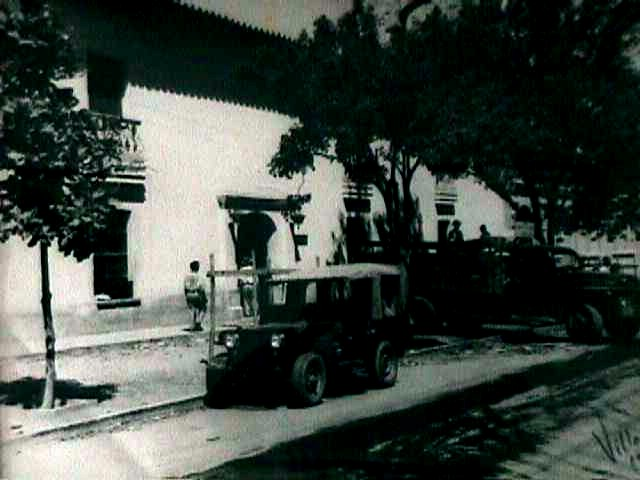
El Tocuyo.

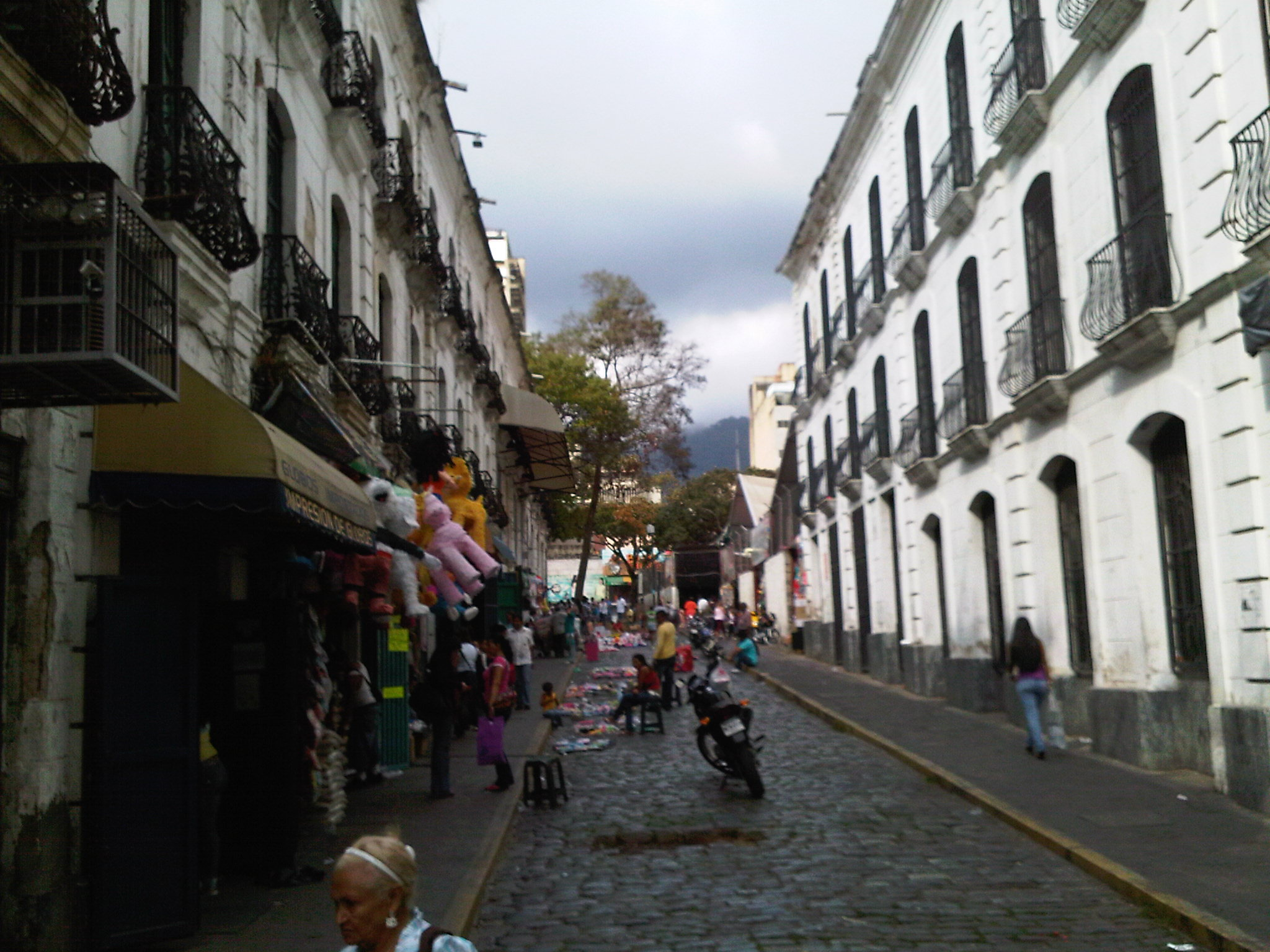
Pasaje Linares, où se trouvait l'Hotel Pensilvania, qu'a servi d'inspiration pour l'écriture de son conte La Tuna de Oro.

Juillet Garmendia, né le 9 janvier 1898 à El Tocuyo, mort à Caracas le 8 juillet 1977, est un écrivain, journaliste et diplomate vénézuélien, pionnier de la science fiction vénézuélienne, de la littérature fantastique,, en Amérique latine, et de la fiction métaphysique, et une figure clef du réalisme magique,,,.
Dans ses livres ses les plus connus, La tienda de muñecos et La Tuna de Oro, ainsi que dans lesquels se publieraient à titre posthume, il explora des idées comme la paranoïa, le doppelgänger, l'uchronie, la dystopie, la métifiction, le futurisme, l'anticipation, l'immortalité, le pacte avec le diable ou la notion chrétienne de l'enfer; en mettant en question les avances technique-scientifiques et les notions de réalité et de morale,,,.

## Biographie

### Premiers ans (1898 - 1917)
Julio Garmendia est né le 9 janvier 1898 dans l'hacienda El Molino, proche de El Tocuyo (Lara). Il était le fils de Rafael Garmendia Rodríguez et Celsa Murrieta.En 1901, lorsque Garmendia avait trois ans, sa mère est décédée. Julio Garmendia est passé au soin de Rafaela Gil, qu'il dénommera après dans ces contes la "Vieille Ela”.
En 1903 Garmendia et son frère Marcial déménagent à Barquisimeto, et sont confiés par leur père à la tutelle de leur grand-mère maternelle. C'est là, que Garmendia entame ses études au Collège Barquisimeto.
En 1924, il poursuit ses études au Collège La Salle de Barquisimeto, et ensuite à l'Instituto de Comercio de Caracas, lesquels abandonne peu de temps après pour travailler comme rédacteur dans le quotidien El Universal.

### Débuts de carrière littéraire (1917 - 1924)
Aux 19 ans il publie ses trois premiers contes dans le quotidien El Universal de Caracas: El camino de la gloria (janvier, 1917), El gusano de luz (mai, 1917) et Una visita al Infierno (avril, 1917)). Una visita al Infierno est l'un des contes pionniers de la science fiction vénézuélienne et latino-américaine y marquera le type de littérature que l'accompagnera le reste de sa course, avec une prévalence du fantastique,.
Dans la revue Actualidades, fondée par le romancier Rómulo Gallegos, publie en 1918 le récit Historia de mi conversión et El lavatorio del Jueves Santo.Dans cette époque, il commence à fréquenter aux jeunes écrivains de l'appelée Génération du 18, aussi bien que à José Antonio Ramos Sucre, Fernando Paz Castillo, ou Antonio Arráiz.

### Europe etLa tienda de muñecos(1924 - 1939)
En 1924 il est désigné comme conseiller technique de la Délégation du Venezuela devant la Conférence Internationale sur Émigration et Immigration, à se célébrer à Rome. À partir de cette année, il s'installe en Europe et commence une carrière diplomatique, en travaillant avec la délégation du Venezuela à Paris, après en étant consul général à Gênes, Copenhague et Norvège.

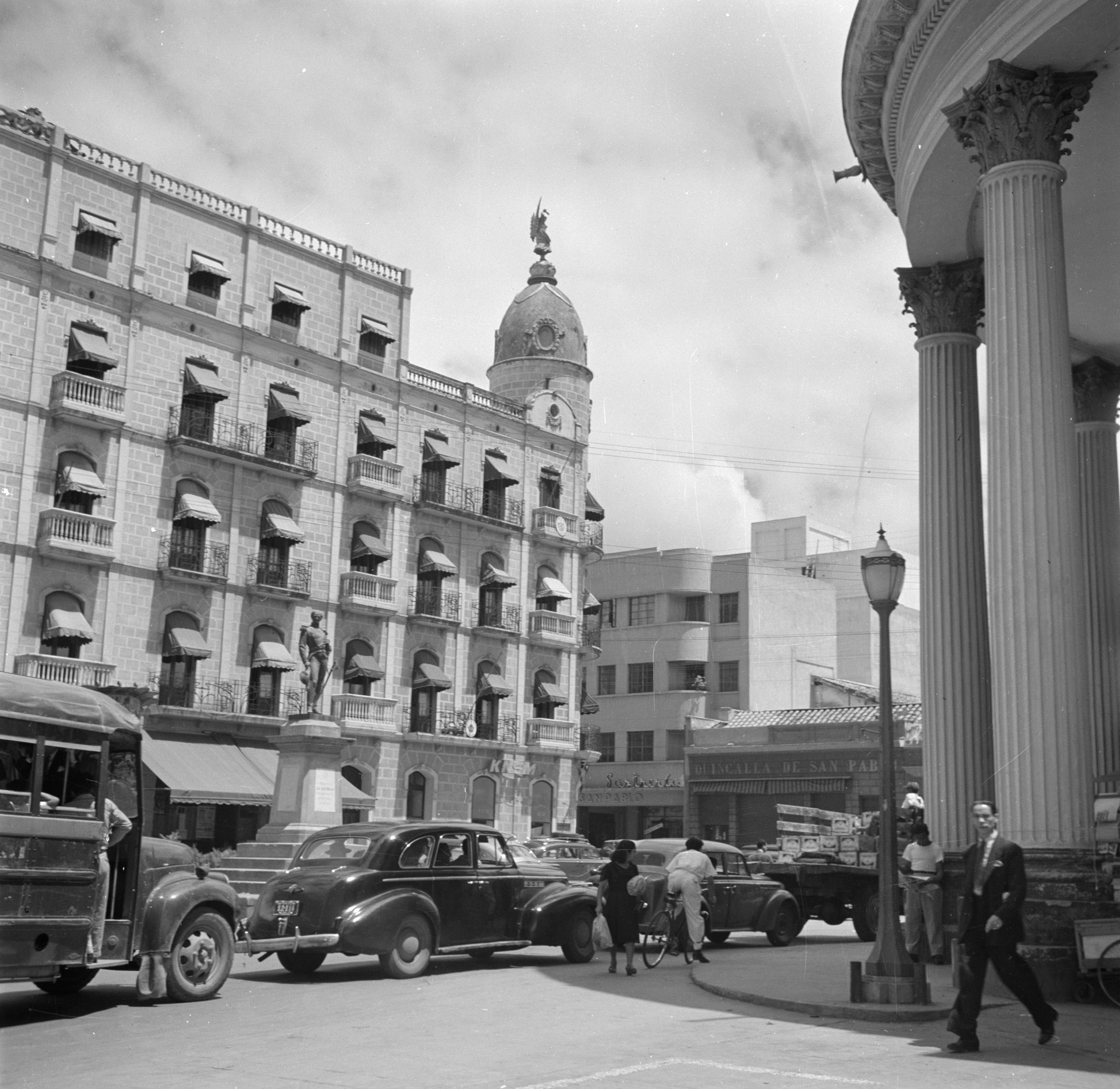
Caracas pendant les années 40.

En 1927 il publie son de son premier livre de contes, La tienda de muñecos,,.
En 1939, en raison du déclenchement de la Seconde Guerre mondiale, il retourne au Venezuela.

### Retour à Caracas etLa Tuna de Oro(1939 - 1951)
De retour à Caracas, il s'installe à l'hôtel Pensilvania, situé à Pasaje Linares, non loin de la Plaza Bolívar, et de la Casa del Libertador. Son séjour dans cet hôtel, jusqu'en 1945, inspirera son conte La Tuna de Oro.
En 1945, il s'installe dans l'Hotel Cervantes, situé dans le coin de Punceres dans l'avenue Urdaneta, où il habitera jusqu'à sa en 1977.En 1947 il connaît l'estonienne Hilda Ilves Nollman de Kehrig, qui sera sa compagne jusqu'à la fin de ses jours.En 1951 il publie deuxième (et dernier publié en vie) livre : La Tuna de Orr.

### La tertulia du gusano de lumière et derniers jours (1951 - 1977)
À partir des années 50 son œuvre commence à être revalorisée par la critique, et en 1973 le Prix Nationale de Littérature,.Il a été assidu à la tertulia de la librairie El gusano de Luz où il a rencontre Juan Rulfo.
Il est décédé en 1977 dans l'Hôpital Militaire.

## Œuvre
Premiers contes (1917-1924)
- El camino de la gloria (1917)
- El gusano de luz (1917)
- Una visita al infierno (1917)
- Historia de mi conversión (1918)
- Opiniones para después de la muerte (1922)
- La guerra y la paz (1923)
- La joroba (1923)
- Cuando pasen 3000 años más… (1924)

Livres de contes
- - La tienda de muñecos (1927)
    - La tienda de muñecos
    - El cuento ficticio
    - El alma
    - El cuarto de los duendes
    - Narración de las nubes
    - El librero
    - La realidad circundante
    - El difunto yo

  - La Tuna de Oro (1951)
    - La Tuna de Oro
    - Manzanita
    - El médico de los muertos
    - Eladia
    - Las dos Chelitas
    - La pequeña Inmaculada
    - El temblor de medianoche
    - Guachirongo

- - La hoja que no había caído en su otoño (1979)
    - La hoja que no había caído en su otoño
    - El pequeño Nazareno
    - La máquina de hacer ¡pu! ¡pu! ¡puuu!
    - El señor del Martillo
    - Sí, no; no, sí
    - La fe
    - Cita nocturna interrumpida
    - Los de a locha

  - La motocicleta selvática (2004)
    - La motocicleta selvática
    - El día de San Marginado
    - Una inolvidable fotografía
    - El cucarachero
    - Los regalos de Navidad
    - La romería del Consejero Úbeda
    - La empanada
    - La cachucha
    - La mención
    - El conchabado

Récit
- El regreso de Toñito Esparragosa contado por él mismo (2004)

Essai
- - Opiniones para después de la muerte (1984)
  - La ventana encantada (1986)

Anthologies
- - La tienda de muñecos y otros textos (2008), Caracas, Fundación Biblioteca Ayacucho
  - Relatos, (2010), Barcelona: Linkgua Ediciones
  - Obra completa (2014), Caracas: Academia Venezolana de la Lengua

## Distinction
- 1952, Premio Municipal de Prosa
- 1973, Prix Nationale de Littérature
- 1979, Prix CONAC de Narrative